# داريو سيلفا
داريو ديبراي سيلفا بيريرا (بالإسبانية: Darío Debray Silva Pereira) (مواليد 2 نوفمبر 1972) هو لاعب كرة قدم. يلعب مع منتخب الأوروغواي لكرة القدم. سبق له أن لعب في كأس العالم لكرة القدم مع منتخب بلاده.

## مسيرته الكروية
لعب داريو سيلفا خلال مسيرته الاحترافية مع 7 أندية في خمسة عشر موسمًا وسجل خلالها 109 هدف ضمن 339 مباراة. ولم يفز بأي موسم بالكأس وفاز في ثلاثة مواسم بالدوري.
خاض داريو سيلفا مسيرته مع نادي ديفينسور سبورتينغ ما بين عامي 1992 و1993 لمدة موسم واحد، مشاركًا في 18 مباراة سجل خلالها 4 أهداف. ثم انتقل إلى نادي بنيارول في موسم 1993 واستمر معه طيلة ثلاثة مواسم، حيث شارك في 56 مباراة سجل خلالها 35 هدفًا. لينتقل بعدها إلى نادي كالياري في موسم 1995–96 واستمر معه طيلة ثلاثة مواسم، مشاركًا في 89 مباراة سجل خلالها 20 هدف. ثم انتقل إلى نادي إسبانيول في موسم 1998–99 لمدة موسم واحد، مشاركًا في 15 مباراة سجل خلالها 3 أهداف. هذا وانتقل لاحقًا إلى نادي مالقا في موسم 1999–00 ليلعب معه أربعة مواسم، مشاركًا في 100 مباراة سجل خلالها 36 هدفًا. ثم انتقل بعدها إلى نادي إشبيلية في موسم 2003–04 ولمدة موسمين، مشاركًا في 48 مباراة سجل خلالها 9 أهداف. ليعود وينتقل من جديد، لكن هذه المرة إلى نادي بورتسموث في موسم 2005–06 لمدة موسم واحد، مشاركًا في 13 مباراة سجل خلالها هدفين.

## حياته الشخصية
سيلفا لديه ابنة تُدعى إلينا (وُلدت عام 1997) وابن يُدعى دييغو داريو (وُلد عام 2003).

### حادث السيارة
في 23 سبتمبر 2006، تعرض سيلفا لإصابة خطيرة في حادث سيارة في مونتفيديو، حيث كان يقيم أثناء انتظار التوقيع مع نادٍ جديد بعد انتهاء فترته مع بورتسموث. وقع الحادث عندما فقد السيطرة على شاحنته وتم قذفه خارج السيارة، ليصطدم بعمود إنارة. نتيجةً لذلك، أصيب سيلفا، البالغ من العمر 33 عامًا آنذاك، بكسر في الجمجمة، وفقد وعيه، كما تعرض لكسر مركب في ساقه اليمنى. كان برفقته خلال الحادث اثنان من لاعبي كرة القدم السابقين، وهما إلبيو بابا وداردو بيريرا، لكنهما لم يتعرضا لإصابات خطيرة.
في يوم الحادث، قرر فريق طبي مكون من خمسة أفراد بتر ساق سيلفا أسفل الركبة، وخضع لعملية جراحية استغرقت ثلاث ساعات ونصف. تم وضعه في غيبوبة مستحثة طبيًا لإجراء العملية. بعد الجراحة، كانت هناك مخاوف من حدوث التهاب في موضع البتر، لكن حالته استقرت بعد بضعة أيام أثناء تعافيه في مستشفى لا إسبانيولا في مونتفيديو، حيث توقع الطاقم الطبي أن يتعافى بشكل كامل.
بعد معاناة في تقبل فقدان ساقه، غادر سيلفا المستشفى في 5 أكتوبر 2006 وعاد إلى منزله في مونتفيديو، مع خطة للحصول على طرف صناعي في إيطاليا لمساعدته على المشي والجري دون الحاجة إلى العكازات. صرّح سيلفا أنه شعر برغبة في الموت عندما اكتشف أن ساقه قد بُترت. في عام 2006، قال لموقع uefa.com: "عندما استيقظتُ بعد الحادث وأدركتُ أنني في المستشفى، نظرتُ تحت الأغطية ورأيتُ أن ساقي اليمنى مفقودة. بدأتُ أشعر بالذعر قليلاً، ولكن بعد عشر دقائق، عندما شرح لي الأطباء ما حدث، بدأتُ في البكاء." ومع ذلك، أعرب سيلفا عن امتنانه لله لأن الحادث وقع في نهاية مسيرته الكروية وليس في بدايتها، مؤكداً أنه بكى "دموع الامتنان" أثناء وجوده في المستشفى.
بعد الحادث، حظي داريو سيلفا بدعم واسع من نجوم كرة القدم العالمية، خاصةً من دييغو مارادونا الذي حرص على التواصل مع عائلة سيلفا أثناء فقدانه للوعي. كما نُظمت عدة مباريات خيرية لمساندته ماليًا ومعنويًا خلال فترة تعافيه. ورغم الظروف الصعبة، تمكن سيلفا لاحقًا من التأقلم مع وضعه الجديد والمشاركة في أنشطة رياضية واجتماعية مختلفة.

## روابط خارجية
- داريو سيلفا على موقع الاتحاد الدولي (مؤرشف)  (الإنجليزية)
- داريو سيلفا على موقع قاعدة بيانات كرة القدم.إي يو (الإنجليزية)
- داريو سيلفا على موقع ليكيب (الفرنسية)
- داريو سيلفا على موقع ناشيونال فوتبول تيمز (الإنجليزية)
- داريو سيلفا على موقع Soccerbase.com (لاعب) (الإنجليزية)
- داريو سيلفا على موقع عالم كرة القدم.نت (الإنجليزية)